# Zarechni (Zernograd)
Zarechni (del ruso: Заречный) es un jútor del raión de Zernograd del óblast de Rostov de Rusia. Está situado en la orilla izquierda del río Kugo-Yeya, afluente del Yeya, 37 km al sur de Zernograd y 92 km al sureste de Rostov del Don, la capital del óblast. 
Pertenece al municipio Guliái-Borísovskoye.